# KRISS Vector
Le KRISS Vector, aussi appelé TDI KRISS Super V XSMG, est un pistolet-mitrailleur chambré en .45 ACP, en 9 mm et en .40 S&W fabriqué par Transformational Defense Industries en 2006 sur la base des brevets déposés par Renaud Kerbrat en 2003.

## Principe de fonctionnement
Le recul est transmis à une masse mobile se déplaçant vers le bas lors du mouvement de la culasse vers l'arrière, cette masse exerçant une action opposée au relèvement, il en résulte un recul amoindri.
Le canon est aussi aligné avec la main et l'épaule du tireur. Combinés, ces facteurs permettent de mieux maîtriser le recul et le relèvement de l'arme, notamment en tir automatique.

## Versions
Une version civile tirant en semi-automatique uniquement et dotée d'un canon long ressemblant à un silencieux est également disponible.

## Dans la culture populaire

### Jeux vidéo
Le KRISS Vector apparaît notamment dans les jeux vidéo suivants:
· Arena Breakout, sous l’appellation Vector 9 et vector 45
- Survarium, pour la faction des Scavengers
- Battlefield Hardline, sous la dénomination K10
- Battlefield 2042, sous la dénomination K30
- Watch Dogs
- Série Call of Duty:
  - Modern Warfare 2
  - Black Ops II
  - Ghosts
  - Advanced Warfare, sous la dénomination SAC3
  - Call of Duty: Modern Warfare, sous la dénomination de 'Fennec'
  - Call of Duty: Mobile, sous la dénomination de 'fennec'
- Série Far Cry:
  - Far Cry 3
  - Far Cry 4
  - Far Cry 5
- Série Tom Clancy
  - Splinter Cell : Blacklist où il dispose de nombreuses améliorations
  - Ghost Recon Phantoms
  - The Division 1 et 2
  - Rainbow Six: Siege (pour deux opérateurs de défense: Mira du GEO espagnol et Goyo des FES mexicaines | Lion possède également une arme nommé "V308" dérivé de la Vector)[2]
  - Ghost Recon Wildlands
  - Ghost Recon Breakpoint (Vector et Vector Shorty)
- Strike Force Heroes.
- State of Decay 2
- Payday 2, avec l'Ultimate Edition, sous la dénomination de Kross Vertex.
- ARMA III, sous la dénomination Vermin SMG .45 ACP
- Rules of Survival
- PUBG
- Warface, sous la dénomination de Kriss Super V
- Miscreated, sous la dénomination Kriss V
- Killing Floor 2 sous la dénomination Kriss SMG
- Ring Of Elysium
- Le jeu Surviv.io sur Internet
- Saison 9 de Fortnite, sous une dénomination générique pistolet mitrailleur à rafale.
- Dans Roblox, il apparaît dans le mini-jeu Phantom Forces sous le nom de Kriss Vector.
- Dans Area F2, sous le nom de Vector. A (disponible pour l’agent Cobra)
- Dans Critical Ops, sous le nom de Vector (disponible dans le menu d’achat du mode désamorçage pour 1 800 $)
- Dans Escape from Tarkov sous le nom de TDI Kriss Vector Gen.2.
- Dans SCP: Secret Laboratory sous le nom de Crossvec
- Dans XDefiant, sous le nom Vector .45 ACP

### Cinéma
Il est utilisé dans le film Gunman ainsi que dans le film American Nightmare 2.

### Télévision
- Il est cité sous le nom de « KRISS Super-V » dans l'épisode 21 de la saison 4 des Experts : Manhattan (L'Homme de l'intérieur) dans le meurtre d'un employé de banque (2 balles pour une seule blessure).
- Il est utilisé dans plusieurs épisodes de la saison 1 de Person of Interest par Reese.
- Il est aussi aperçu dans La casa de papel, épisode 1 saison 3, avec l'intervention de la police mexicaine.
- Il est également présent dans la série Télévisé française B.R.I. (série télévisée), possédé par le clan Perez.